# Preghiere di Fátima

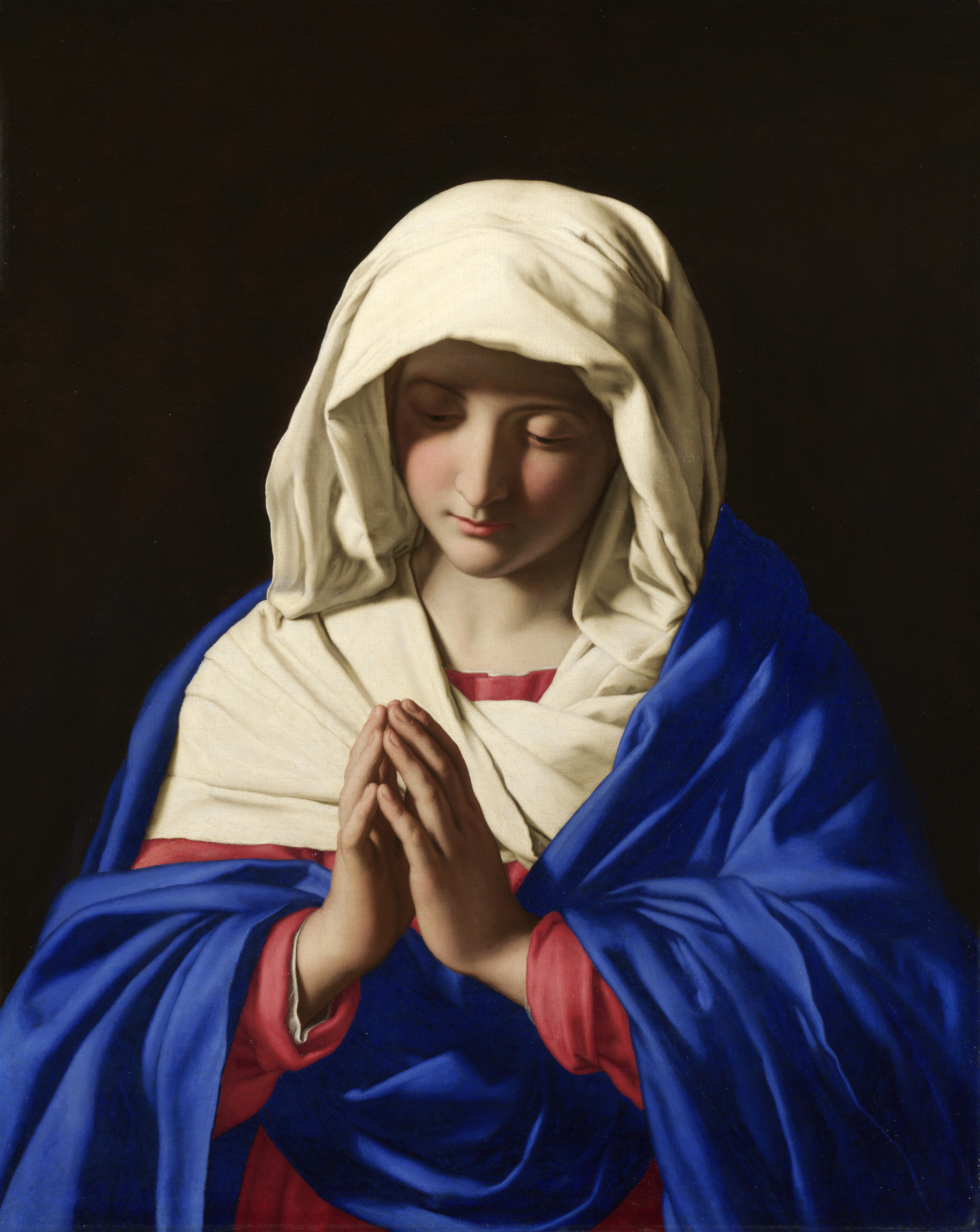
Madonna in preghiera di Giovanni Battista Salvi, un esempio dell'arte mariana.

La Preghiera di Fátima è una preghiera a Gesù recitata dai cattolici. Assieme ad altre quattro Preghiere di Fátima, nacque durante le apparizioni mariane a Fátima, in Portogallo nel 1917. La "preghiera decima", la più nota delle cinque preghiere, viene comunemente aggiunta alla fine di ogni decina del Rosario come pratica devozionale. Due altre preghiere sono associate alle visioni e possono essere classificate tra le Preghiere di Fatima, tuttavia non sono nate a Fatima, ma in Spagna molti anni più tardi. Questo porta il numero di preghiere a sette.

## La preghiera decima
Anche se non fa parte della tradizione originale del Rosario o nel testo originale della vulgata, molti cattolici scelgono di aggiungere dopo il Gloria al Padre dopo che la Beata Vergine Maria ha richiesto il suo utilizzo durante una sua apparizione a Fátima, ritenuto un miracolo "degno di fede" da parte della Chiesa. Il seguente testo della preghiera appare per prima in lingua latina e poi in lingua italiana:
La sua versione originale in lingua portoghese recita invece così:
Secondo il libro "Nostra Signora di Fatima" di William Thomas Walsh, in un'intervista con l'autore Suor Lúcia afferma che «La forma corretta è quella che ho scritto nel mio resoconto dell'apparizione il 13 luglio: ‘O mio Gesù, perdonaci, e salvaci dal fuoco dell'inferno; porta in cielo tutte le anime, specialmente le più bisognose’».

## Altre preghiere di Fatima
Meno comunemente dette "Preghiere di Fatima" includono la preghiera Perdono, Preghiera dell'Angelo, la Preghiera eucaristica e la Preghiera Sacrificio che i veggenti hanno detto che hanno imparato dai personaggi celesti durante le loro visite. Suor Lucia ha riportato altre due preghiere che le sono state date a lei nel 1931 in una visione di Gesù Cristo. Queste due sono note come la Preghiera di conversione e la Preghiera della Salvezza e sono spesso classificate come preghiere Fatima.

### Preghiera del Perdono
I veggenti hanno detto che questa preghiera è stata insegnata a loro nella prima apparizione di Fatima, nella primavera del 1916, da un angelo che si faceva chiamare "l'Angelo 
Custode del Portogallo". Questa recita:

### Preghiera dell'Angelo
Nell'autunno dello stesso anno, secondo Lucia, lei e i suoi cugini videro di nuovo lo stesso angelo, ed egli insegnò loro una seconda preghiera. Allo stesso tempo, essi videro una visione del Santissimo Sacramento sospeso in aria prima che l'Angelo si prostrasse e pregasse:
La preghiera dell'Angelo è un atto di riparazione per la Santissima Trinità.

### Preghiera dell'Eucaristia
Il 13 maggio 1917, i tre bambini videro una donna vestita di un bianco raggiante, che hanno poi realizzato era la Vergine Maria. Il suo messaggio principale in un primo momento è stata l'importanza di pregare il Rosario. Ha anche chiesto ai bambini se fossero disposti a offrire sacrifici in riparazione per i peccati del mondo, e hanno acconsentito. Poi ha detto: «Voi avrete molto da soffrire, ma la grazia di Dio sarà il vostro conforto». Quando lei disse le parole "la grazia di Dio", ha trattenuto le mani ed i bambini ebbero una grande luce circostante e penetrante in loro. Senza pensarci, si trovarono a dire queste parole:
Lucia scrisse in seguito che erano «mossi da un impulso interiore», come per lei stessa si ritrovò il 13 ottobre 1917 durante la visione in cui lei udì «Guardate il sole!».

### Preghiera del Sacrificio
Il 13 giugno dello stesso anno, i veggenti raccontano che la "Signora del cielo" apparve di nuovo e insegnò loro due preghiere, la preghiera decima e la preghiera del Sacrificio. La seconda preghiera doveva essere recitata quando si offriva un'azione o un po' di sofferenza in spirito di sacrificio:
William Thomas Walsh scrive che Lucia gli ha raccontato le parole come segue: «O Gesù, è per vostro amore, per la conversione dei peccatori ed in riparazione dei peccati commessi contro il Cuore Immacolato di Maria».
Questa preghiera, recitata sinceramente, permette di offrire, in atto di riparazione, qualsiasi malattia, difficoltà o dolore della propria vita.

### Preghiere di Conversione e Salvezza
Le ultime due preghiere furono dettate all'ultima delle profeti viventi, Lucia, dato che i suoi due compagni nel frattempo erano morti. Nel 1931 ha avuto una visione a Rianxo, in Spagna, dove racconta di aver incontrato in visione il Cristo. Egli le chiese di pregare per la conversione e la salvezza del mondo attraverso il Cuore di Maria, sua Madre.
Con la vostra pura e Immacolata Concezione, o Maria, ottenere la conversione della Russia, Spagna, Portogallo, dell'Europa e del mondo intero!
Dolce Cuore di Maria, sii la salvezza della Russia, la Spagna, il Portogallo, l'Europa e il mondo intero.
La preghiera eucaristica e la preghiera di perdono sono spesso utilizzati come giaculatorie, che sono abbastanza comuni nella tradizione cattolica. Un sacerdote gesuita, Padre Cruz, insegnò ai bambini a dire le preghiere brevi, "Gesù, ti amo" o "Cuore Immacolato di Maria, salva i poveri peccatori". Secondo Lucia, Giacinta immediatamente trasformò queste preghiere in musica per poterle sentire cantare durante la giornata.

### Altre preghiere
Queste preghiere non sono stati le uniche devozioni sorte dalle visioni di Fatima. Lucia ha detto che Maria ha chiesto una serie di devozioni, compresi i Cinque Sabati, la frequente recita del Rosario, e preghiere per la conversione della Russia, che allora era considerata dalla Chiesa come una nazione senza Dio, oltre che comunista.
Questo spronò la creazione di un'organizzazione conosciuta come la Blue Army di Nostra Signora di Fatima, dedicata allo svolgimento delle richieste della Madonna di Fatima, così come la promozione dello Scapolare.
```
    Sotto la tua protezione
    Santa Madre di Dio
    Noi ti invochiamo
    e ci rivolgiamo a te
    Come figli a madre
    O Vergine del santo Rosario
    Cui tutti si rivolgono
    Per un tuo aiuto.
```

La vita lo sai ha le sue difficoltà:
Ci eravamo illusi
Di possedere, di poter fare... 
godere e di non avere bisogno di niente e di nessuno, neanche di Dio
Ed eccoci qua nel dolore, nella delusione, nel bisogno.
Ci rivolgiamo a Te che aiuti la' dove non arriva nessuno, 
dove non esiste merito, 
Adove semplicemente c'è da amare. 
Poiché tu sei il cuore umano di Dio intessuto della tenerezza di donna, di sposa, e di madre, limpida e generosa come intatta sorgente.
Tu conosci quanto profondamente penetri nella carne e nella vita la sofferenza che ci tocca fino a cedere, fino a ribellarci contro Dio e contro tutti.
```
   Anche tu hai provato 
   Ai piedi della Croce
   Il bruciare di una tragedia. 
```

Stendici la mano, dacci il tuo aiuto, per potere come Te stare in piedi nella prova 
E saper sempre guardare più in là 
Al Dio 
Che conosce
Che ama
Che è vivo
Nei secoli dei secoli Amen.